# Larry Eyler
Larry William Eyler (ur. 21 grudnia 1952 w Crawfordsville, zm. 6 marca 1994 w Pontiac) - amerykański seryjny morderca, zwany Autostradowym mordercą. W latach 1982 - 1984 zamordował 21 młodych mężczyzn.
21 sierpnia 1984 roku Eyler został aresztowany w związku z morderstwem 16-letniego Daniela Bridgesa. Został za to skazany na karę śmierci przez wstrzyknięcie trucizny. Eyler zmarł na AIDS w trakcie oczekiwania na wykonanie wyroku. Po śmierci Eylera, policji udało się go połączyć z serią co najmniej 20 morderstw na terenie stanów Indiana i Illinois w latach 80. Ofiarami byli młodzi mężczyźni, których odnajdywano przy autostradach. Wszystkie ofiary zginęły od ran zadanych nożem.

## Ofiary
1. Steven Crockett (19 l.) - 23 października 1982
2. Edgar Underkofler (26 l.) - 30 października 1982 
3. John Johnson (25 l.) - listopad 1982
4. William Lewis (19 l.) - 20 listopada 1982
5. Steven Agan (23 l.) - 19 grudnia 1982 
6. John Roach (21 l.) - 22 grudnia 1982
7. David Block (22 l.) - 30 grudnia 1982
8. Ervin Gibson (16 l.) - 24 stycznia 1983
9. John Bartlett (19 l.) - 2 marca 1983 
10. Michael Bauer (22 l.) - 7 marca 1983
11. Richard Wayne (17 l.) - 20 marca 1983
12. Jay Reynolds (29 l.) - 22 marca 1983
13. Gustavo Herrera (26 l.) - 8 kwietnia 1983
14. Jimmie Roberts (18 l.) - 4 maja 1983
15. Daniel McNeive (21 l.) - 7 maja 1983
16. Richard Bruce (25 l.) - 18 maja 1983
17. John Brandenburg (19 l.) - 29 maja 1983
18. Keith Bibbs (16 l.) - 20 lipca 1983
19. Ralph Calise (28 l.) - 31 sierpnia 1983
20. Eric Hansen (18 l.) - 27 września 1983 
21. Daniel Bridges (16 l.) - 19 sierpnia 1984